# Marienlyst Stadion
Marienlyst Stadion (Gamle gress) – stadion piłkarski w Drammen, w Norwegii. Został otwarty w 1924 roku. Może pomieścić 8935 widzów, z czego 8040 miejsc jest zadaszonych. Swoje spotkania rozgrywają na nim piłkarze klubu Strømsgodset IF.
Stadion został wybudowany w latach 1923–1924, a na inaugurację zmierzyły się ze sobą reprezentacje miast Drammen i Kristiania. Na przełomie lat 1951 i 1952, w nieco ponad dwa miesiące nieopodal obiektu zorganizowano tymczasowy stadion do hokeja na lodzie, na którym rozegrano dwa spotkania turnieju hokejowego na Zimowych Igrzyskach Olimpijskich 1952. Od 1967 roku na Marienlyst Stadion swoje spotkania rozgrywają piłkarze klubu Strømsgodset IF. W latach 1971–1972 wybudowano nową, betonową trybunę wzdłuż boiska od strony południowo-wschodniej. W latach 90. XX wieku trybuna ta została zadaszona. W 1990 roku rozebrano drewnianą trybunę za bramką od strony północno-wschodniej. Powstała w jej miejscu nowa trybuna jest siedzibą najbardziej zagorzałych kibiców Strømsgodset IF. W latach 2001–2002 wybudowano nową trybunę główną (od strony północno-zachodniej). W 2015 roku otwarto nową trybunę za bramką od strony południowo-zachodniej, co nadało arenie jej obecny kształt. Murawa na stadionie pozostawała niewymieniana od otwarcia obiektu aż do 1996 roku, stąd wziął się przydomek stadionu – Gamle gress (stara murawa). Na przełomie lat 2007–2008 obiekt wyposażono w sztuczną murawę. Na obiekcie rozegrano finał Pucharu Norwegii w 1932 roku (16 października 1932: Fredrikstad FK – Ørn FK 6:1). Na stadionie jedno spotkanie towarzyskie rozegrała także reprezentacja Norwegii, 29 sierpnia 1984 roku z Polską (1:1). Obiekt był również jedną z aren Mistrzostw Europy U-19 w 2002 roku. Odbyły się na nim dwa spotkania fazy grupowej tego turnieju. Rekord frekwencji obiektu padł 28 września 1947 roku, kiedy Mjøndalen IF (którego stadion nie był jeszcze wówczas ukończony) podjął w spotkaniu półfinałowym Pucharu Norwegii drużynę Viking FK. Mecz obejrzało wówczas 17 300 widzów, a spotkanie zakończyło się remisem 1:1. W powtórzonym spotkaniu w Stavangerze Viking FK wygrał 3:2 i awansował do finału.